# Kradibia ghigii
Kradibia ghigii är en stekelart som först beskrevs av Grandi 1916.  Kradibia ghigii ingår i släktet Kradibia och familjen fikonsteklar. Inga underarter finns listade i Catalogue of Life.